# Иннфиртель

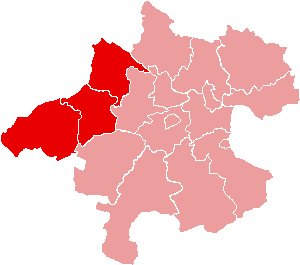
Иннфиртель на карте Верхней Австрии

Иннфиртель (нем. Innviertel, букв. «Иннская четверть») — историческая область Австрии к юго-востоку от реки Инн. Представляет собой западную часть австрийской земли Верхняя Австрия и граничит с немецкой землёй Бавария. Является одной из четырёх «четвертей» — исторических субрегионов Верхней Австрии, три других — Хаусрукфиртель, Мюльфиртель и Траунфиртель.

## География и демография

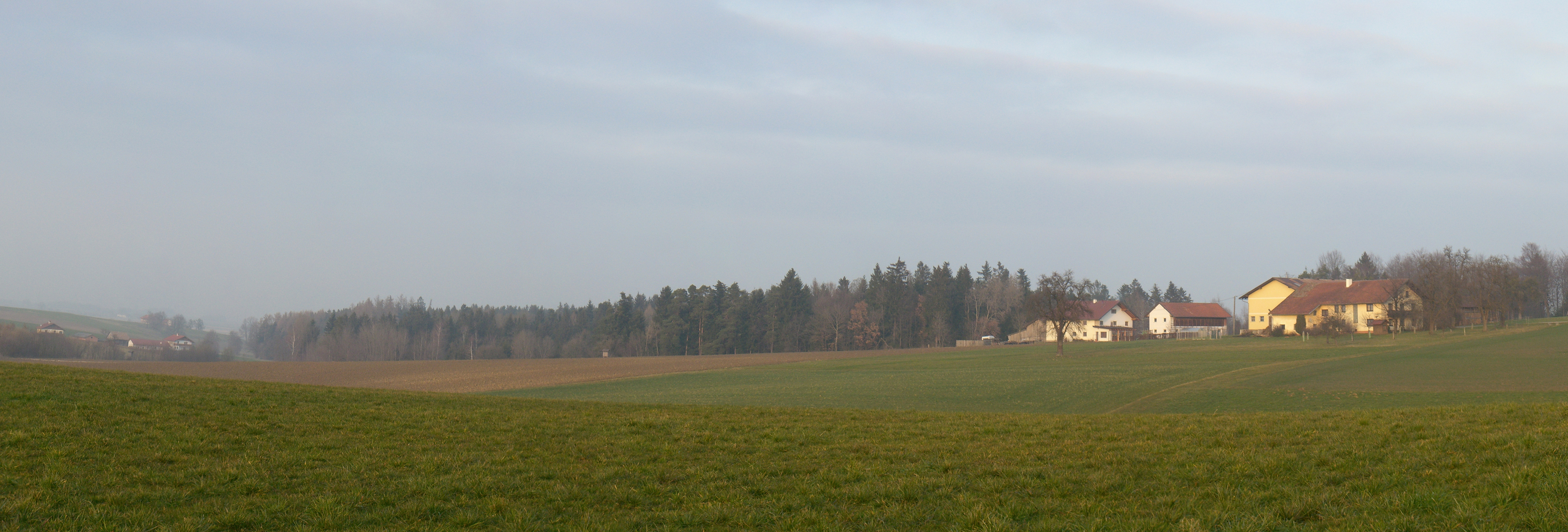
Пейзаж

Регион включает в себя округи Шердинг, Рид-им-Иннкрайс, Браунау-ам-Инн. Площадь региона составляет около 2250 км², а численность населения порядка 215 тысяч.

## История

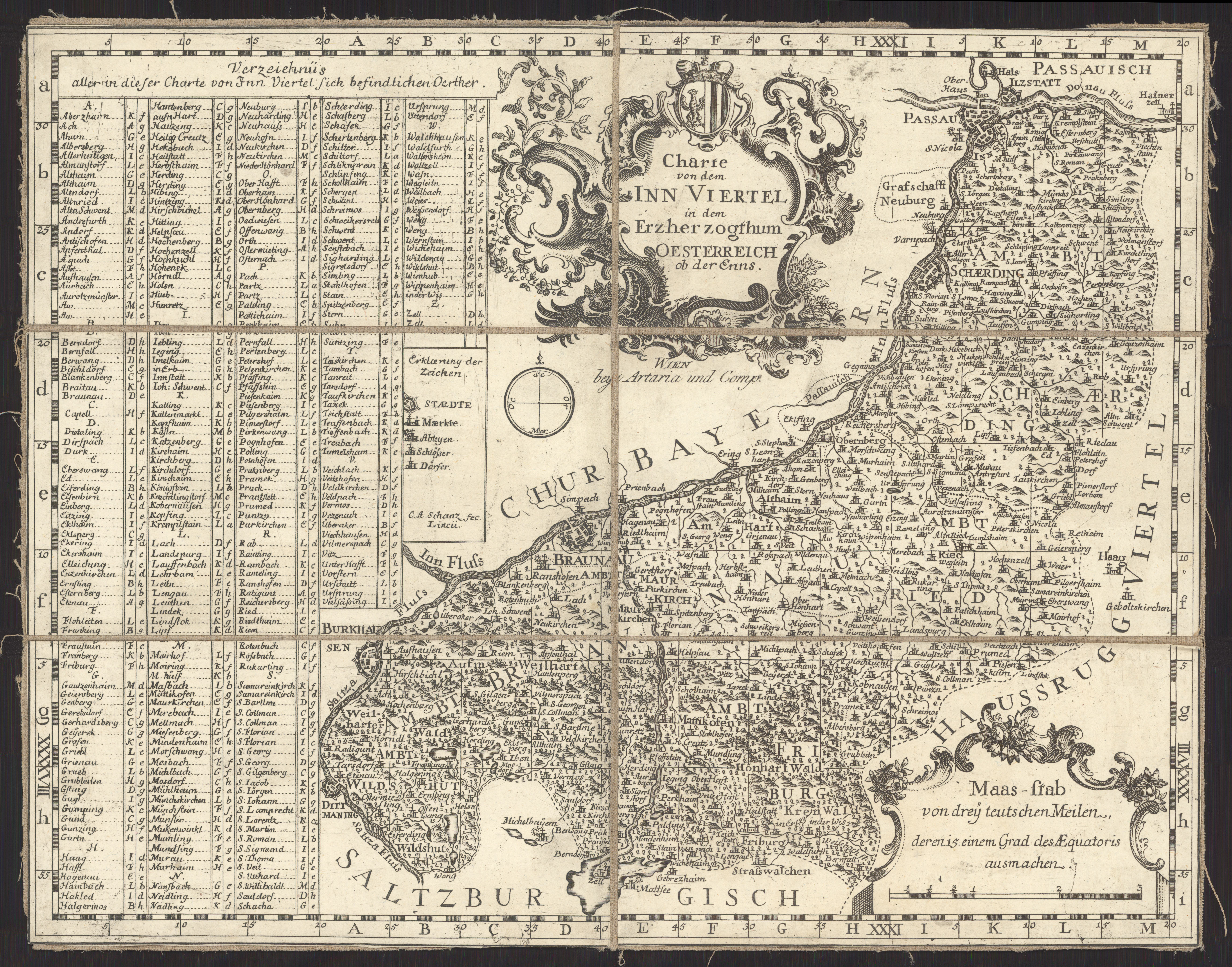
Составная карта Иннского округа (Иннфиртель), 1790 г.

С раннего Средневековья регион принадлежал немецкому герцогству Бавария и назывался Innbaiern. В ходе Войны за баварское наследство в 1779 году достался Австрии. Во время Наполеоновских войн он был передан Баварии по Шенбруннскому договору 1809 года вместе с прилегающим Хаусрукфиртелем, но в конце концов был присоединен к Австрийской империи в 1816 году в соответствии с решением Венского конгресса.

## Известные уроженцы
- Адольф Гитлер — немецкий государственный и политический деятель времён Третьего Рейха, диктатор.
- Антон Цайлингер — австрийский физик, впервые осуществивший квантовую телепортацию с использованием фотонов.
- Франц Грубер — школьный учитель, композитор, автор музыки популярного рождественского гимна «Тихая ночь».
- Эрнст Кальтенбруннер — высокопоставленный немецкий политический деятель времён Третьего Рейха